# Українка (Магжана Жумабаєва район)
Украї́нка (каз. Украинка) — село у складі району Магжана Жумабаєва Північноказахстанської області Казахстану. Входить до складу Чистовського сільського округу.
Населення — 23 особи (2021; 62 у 2009, 92 у 1999, 123 у 1989).
Національний склад станом на 1989 рік:
- росіяни — 60 %.